# Religia Abwoi
Abwoi (în Tyap („adecvat „Mabatado”): A̠bwoi, A̠boi. Ortografie: Obwoi; (Gworok): A̠bvwoi, A̠bvoi; Jju: A̠bvwoi, A̠bvoi; Hyam: Ku, Buboi, Bomboin; Kyoli: Amboyinye; Nghan: Nezhen; Hausa: Dodo) este o instituție religioasă tradițională africană care a funcționat mai mult ca un cult al spiritelor ancestrale masculine privite ca fantome sau reîncarnări ale morților, ale căror forme fizice au rămas invizibile și doar vocile lor se auzeau. Această credință își are originea în platoul central nigerian și la popoarele Nenzit, cum ar fi Adara⁠(d), Atyap, Bajju⁠(d), Bakulu, Batinor, Ham, Irigwe⁠(d) și altele.
Adepților li se cerea să participe la ritualuri frecvente de-a lungul anului și la un cult comun general o dată pe an, în timpul căruia oracolele vorbeau despre probleme importante referitoare la comunitate.

## Origine
Întrucât, potrivit surselor, nu există o tradiție unificatoare privind originea acestei religii, Abwoi este considerată a fi o religie din timpuri străvechi.

### Nenzit

#### Atyap
Populația Atyap („Mabatado”) păstrează credința conform căreia oamenii din clanul Aku, considerați primii locuitori ai acelui ținut și care s-au ivit din pământ la sosirea vânătorilor Atyap, au fost cei care au inițiat Abwoi în rândul sub-grupului Atyap (Nenzit), unele dintre tipurile ulterioare de Abwoi fiind de origine Atsam și Agworok.

Atuk (martie 2008: 30–33) a observat că ideea religiei Atyap (cultul Abwoi) a fost introdusă de către tribul Anghan, prin intermediul povestirii orale a unui intervievat, Atyoli Abwui Kato, care spunea că:
„Oamenii Anghan au venit în Kanai sau în Sanai sau în Bafoi Kanai pentru a jeli moartea unei indigene - Kura Yanga, o femeie din ținutul Atyap. Așa cum e tradiția la ei, astfel de ceremonii funerare sunt deseori însoțite de o ceremonie Abwoi. Indigenii din Bafoi i-au rugat pe oamenii Anghan să-i lase acolo pe acei Abwoi cu care veniseră. După ce au căzut de acord, s-a efectuat un mic ritual cu două capre, vin și alte câteva ingrediente.”
Atuk susține că această informație este corectă, deoarece a fost găsită genealogia femeii respective, dovada faptului că Tokan Bukhwu a fost primul preot sau a̠gwam a̠bwoi, urmat de Baghai Tokan.

#### Bajju
Una dintre narațiunile tradiționale din zona Bajju istorisește că Abwoi a venit din satul Tsoriyang din clanul Bayinhwan, la opt mile distanță de Zonkwa. Potrivit altei narațiuni, un bărbat pe nume Tawai l-a adus din ținutul numit Irigwe, iar o a treia versiune susține că ar fi de origine Ham.

#### Gwong
Populația Gwong susține că acest cult a început într-un sat numit Agabi, destul de recent, probabil în secolul al XIX-lea.

### Alte versiuni
Gunn (1956:79) a sugerat o origine Gbagyi pentru existența cultului în zona Kaduna de Sud, pe baza „dovezilor lingvistice”, în care a demonstrat că în limba Gbagyi cuvântul folosit pentru „calabash” sau „tărtăcuță” este „obwe”/„obvwe”. Cu toate acestea, Isichei (1988:46) este de altă părere și afirmă că nu a existat nicio mențiune a vreunui cult numit „Abvwoi” (sau „Abwoi”) din surse orale disponibile despre Gbagyi. Alternativ, Gunn a sugerat că acest cult a fost „împrumutat” de la Adara prin intermediul populației Bakulu.

## Practici
În practica antică, femeilor le era interzis să intre în altar sau să danseze în timpul ceremoniilor organizate de Abwoi. A fost o practică destinată exclusiv bărbaților, numai bărbații erau acceptați și toți bărbații adulți din fiecare sat aparțineau lojei locale Abwoi după ritualul de inițiere.
În zona Atyap („Mabatado”), membrii Abwoi organizau o serie de festivități, însă cel mai grandios era festivalul Ayet sau festivalul tradițional de Anul Nou Atyap. În perioada Ayet, niciun bărbat sau femeie nu trebuia să bată vreun copil. Orice infractor era obligat să plătească o amendă de două capre. Decesele, nunțile și bătăile în timpul nopții au fost, de asemenea, privite ca fiind de rău augur în această perioadă, iar femeile care loveau pe timp de noapte au fost acuzate de Abwoi că lovesc în capul copiilor lor și au fost amendate.
În timpul unei adunări ceremoniale anuale, care de obicei dura o săptămână, o întreagă comunitate aducea ofrande de a̠kan sau dikan în limba Jju (bere), cwan (susan), zón sau bvon în limba Jju (capre), nywán (păsări) și a̠ka̠ti (o delicatesă semi-lichidă făcută din boabe de porumb zdrobite și legume), pentru Tutu A̠bwoi (Gworok: Tu A̠bvwoi; Jju: A̠buje A̠bvwoi; în română: altarul Abwoi). Altarul era suficient de încăpător pentru a găzdui 40 de persoane deodată. În mod tradițional, era construit circular, spre deosebire de casele normale, care aveau formă ovală. Altarul adăpostea și accesorile necesare pentru practicile Abwoi.
După aducerea ofrandelor, Agwam Abwoi (preotul principal) sorbea din berea din a̠sum (un pocal mic) și le cerea străbunilor să aducă un an agricol sau un sezon roditor. De regulă, bărbații inițiați mai în vârstă intrau în altar, în timp ce bărbații mai tineri și femeile rămâneau în umbra unui copac mare, pe măsură ce se desfășura ceremonia. La fel ca în momentul în care începe dansul, vocile puternic rezonante ale membrilor Abwoi se auzeau de pe acoperișul altarului ascuns prin utilizarea unei tărtăcuțe mari cu două capete, acoperită cu o capsulă din ouă de păianjen.

## Inițiere
Nu se cunoaște cu exactitate vârsta de inițiere, însă vârsta medie era de aproximativ 10 ani. În rândul populației Fantswam, copiii băieți erau aduși în altarul Abwoi la o vârstă fragedă, cuprinsă între patru și opt ani.
Băieții erau ținuți acolo cinci zile și preveniți să asculte de părinții lor, să se supună statului de drept și să păstreze secretele cultului, fiind avertizați de consecințele dezvăluirii acelor secrete. În plus, nu aveau voie să părăsească altarul; în altar le erau puse la dispoziție alimente, apă, precum și cele necesare pentru toaleta zilnică. Băieții erau bătuți serios în această perioadă și avertizați că dacă vreunul dintre ei dezvăluie femeilor secretele cultului, acestea aveau să fie ucise și cadavrele lor târâte în pădure.
După aceea, urma o scurtă ceremonie când erau duși la un râu pentru un fel de botez, cu capetele mânjite cu a̠myia̠koo (ulei de mahon). Ulterior, erau redați mamelor lor la altar, care îi întâmpinau și îi curățau, deoarece se pretindea că au fost mâncați și vomitați de către Abwoi. Tot satul le organiza apoi un mare ospăț.

### Semnificația inițierii
Inițierea prin „înghițire și vărsături” semnifica transformarea în bărbați a copiilor de sex masculin, introducându-i în cult și, de asemenea, le amintea de consecințele dezvăluirii secretului comun. Atuk notează în această privință:
„E clar că ritualurile simbolizează un proces de moarte și renaștere. Cele cinci zile de tăcere (perioada cât rămâneau în altarul Abwoi) reprezintă primii ani ai copilăriei când nu învățaseră să vorbească.”

### Consecințele ale dezvăluirii secretelor Abwoi
Dacă vreunul dintre băieții inițiați ar fi dezvăluit adevărul despre cultul Abwoi ar fi fost dus înapoi în altar și judecat. În caz că era găsit vinovat, tatăl său trebuia să-i frece trupul cu cenușă (simbolizând doliul). Apoi, acel copil era tras în țeapă (o formă de execuție folosită de Abwoi) și toți inițiații începeau să cânte și să danseze în jurul lui pentru a-i asurzi urletele. Femeilor li se spunea că băiatul a fost „înghițit” de Abwoi.

## Secretul Abwoi
Secretul comun al cultului Abwoi în rândul sub-grupurilor Nenzit (Atyap, Bajju, Agworok) a fost deghizarea vocii Abwoi prin utilizarea unui mecanism care o făcea să sune ca vocea spiritului unui strămoș mort. Dispozitivul era fabricat din tărtăcuța unui copac (oncoba spinosa; Hausa: Kukan ciki), prin scoaterea semințelor și realizarea a două găuri în părțile sale opuse. O parte a tărtăcuței era apoi conectată la o tulpină de bambus, iar cealaltă parte era înfundată cu pânzele unui păianjen pentru a obține un efect sonor deosebit. Vocile deghizate proveneau atât de la principalul vorbitor Abwoi, cât și de la alții din altar.

## Tipuri și ierarhii în comunitatea Abwoi

### Tipuri
Au existat mai multe tipuri de Abwoi, fiecare cu îndatoririle sale specifice. Acestea includ:
1. Li̠m (Jju: Zabyya̠; varianta de ortografie: Zabieh): Cel mai de temut și terifiant dintre toți Abwoi. Era responsabil de „înghițitul” și „vomitatul” copiilor în timpul și după ceremonia de inițiere. Strigătul său făcea pământul să se cutremure. Avea o statură gigantică.
2. A̠bansop sau Bansop; variantă de ortografie: Bansip (Jju: Aninyet; variantă de denumire: Daniet): Acesta avea, de asemenea, un aspect ɡigantic și arăta ca o pădure deoarece era acoperit din cap până în picioare cu frunze. De obicei, se afla în preajma pădurilor. Era făcut dintr-un cadru de bambus acoperit cu frunze și umbla noaptea.[13]
3. Mapyia̠ (variante de ortografie: Mapio, Mapie, Mupie): Uneori, aceasta a fost considerată A̠yang A̠bwoi (mama A̠bwoi). Apărea noaptea și plângea ca să-i sperie pe oamenii răuvoitori, în special pe hoți. Se întâlnea mai ales în jurul pâraielor și era considerat un Abwoi de sex masculin care producea un sunet feminin prin bocete.[9]
4. A̠bwoi A̠gwoot: S-a spus că ar fi fost importat de la Gworok (H. Kagoro). Datoria sa era în principal să vegheze asupra tuturor scenariilor de furt din fermele de porumb. Femeile nu erau implicate în această practică Abwoi, cu excepția bărbaților care se ocupau de inițiere.
5. Dankwari (Jju: Dankpari; varianta de ortografie: Dangpari): Acest Abwoi era practicat mai ales noaptea și implica două sau mai multe persoane, împrăștiate în zonă. Când unul dintre ei (femela) producea un sunet în mod repetat, celălalt (masculul) răspundea cu o voce răgușită, ca un bâzâit.[14] De obicei, se auzea după recoltare.[9]
6. A̠kursak (Jju: A̠kusak ): Kursak era un emisar al Abwoi. Inițial, costumul lui era făcut numai din ierburi, apoi din frunze și mai recent din rafie. Creasta Kursak-ului Atyap era mai elaborată decât creasta Kusak-ului Bajju, însă în rest nu erau mari diferențe.[11][15]
7. Alewa: Aceasta era o versiune de Kursak întâlnită printre Agworok, care și vorbea, spre deosebire de celălalt Kursak care era mut. Apărea de obicei la festivaluri, la moartea bătrânilor și în timpul epidemilor.[15]
8. Mbwoi (varianta de ortografie: Mboi, Mbue): Acesta era un spirit mascat vizibil introdus în Gworok (Kagoro) în 1930 de către Ankwai, ca răspuns la răutatea conducătorului suprem de atunci, Mugunta Atin. A fost interzis în 1933 de către guvernul colonial britanic din cauza tendințelor sale violente.[16]

### Ierarhie
În vârful ierarhiei se afla preotul principal al cultului A̠bwoi, cunoscut sub numele de A̠gwam A̠bwoi (H. Magajin Dodo), urmat de A̠byii̠k A̠bwoi (soția lui Abwoi) care era Byia̱k A̠bwoi (H. Madaucin Dodo), a cărei sarcină era interpretarea mesajelor lui A̠bwoi.
În continuare, erau Mman Tutu A̠bwoi (copiii din altarul lui A̠bwoi), cu vârste cuprinse între 10 și 25, a căror principală sarcină era să răspundă cântecului lui A̠bwoi.
Apoi urma biroul lui A̠gwam A̠nyiuk A̠bwoi (H. Magajiyan Matan Dodo; în română: liderul femeilor Abwoi).
De asemenea, mai erau și Tswá Ywan, organizatorii diferitelor sărbători A̠bwoi, cei care supravegheau prepararea obligatorie a berii a̠kan sau dikan (bere/lichior) de către femei.

## Akursak (Abwoi mai mic)
Apariția lui Abwoi mai mic, numit A̠kursak, Kursak în Tyap sau A̠kusak, Kusak în Jju, reprezenta un fel de „veste bună” pentru femei, cărora li se permitea pentru prima dată să intre în altar cu bărbații. Kursak se pare că a fost introdus în Atyapland de către oamenii Batinor (Koro). De regulă, era o persoană mascată (mascaradă), care dansa spre încântarea privitorilor, îmbrăcată în culori frumos alese și țesute în așa fel încât să existe câteva aerisiri, dar fără a se vedea pielea. Odată cu apariția acestui Kursak, femeile au început să compună cântece care să se potrivească cu pașii săi de dans. Kursak nu dansează singur, ci numai cu o fată (nu o femeie). Alături de el se află mereu „asistentul său personal”, care îi pulverizează continuu băuturi alcoolice, despre care se spune că îl împrospătează, având în vedere că ținuta lui nu are suficiente spații aerisite care ar fi permis respirația ușoară, potrivit lui Atyoli Nanam Kuje, una dintre persoanele intervievate de la Atuk.

## Reguli
Adepții (în principal bărbați) erau instruiți să se țină departe de femei în timpul ceremoniilor. Această regulă era obligatorie în special pentru cel care urma să fie făcut Kursak. Se credea că, dacă persoana respectivă nu era pură, atunci când va fi îmbrăcat în hainele Kursak, hainele îi vor devora trupul. Din această cauză, adepții erau sfătuiți să fie curați atât trupește, cât și sufletește.
Altarul Abwoi ascundea o mulțime de tabuuri, pe care credincioșii trebuiau să le păstreze cu sfințenie. Unul dintre acestea era: în timp ce se afla în altar, niciun adept nu avea voie să mănânce sau să bea vin fără permisiunea lui a̠gwam a̠bwoi (preotul principal). Orice adept care nu respecta aceste reguli simple ar fi fost expulzat și considerat un „păcătos”.
Abwoi a practicat și a impus adepților săi pedeapsa capitală. O pedeapsă capitală se aplica, de obicei, oricărui membru care i-ar fi dezvăluit soției sale ce este și cum arată Abwoi-ul. De remarcat faptul că orice fel de comunicare între un soț și soția sa era imediat cunoscută în altarul Abwoi. Potrivit investigațiilor realizate ulterior, aceasta nu era o caracteristică omniprezentă asociată cu Abwoi, ci Abwoi deținea o rețea complexă de spioni și informatori, inclusiv în rândul femeilor. Ei știau că femeile sunt mai vorbărețe, prin urmare, nu pot păstra secrete și erau obligate să mărturisească. Odată ce un membru inițiat încălca regulamentul, i se aplica pedeapsa capitală.

## Funcțiile societale și sociale ale Abwoi
Într-un interviu oral cu Atyoli K. Nka, realizat de Atuk, acesta a spus că Abwoi sunt, de asemenea, adorați ca semizei de către oameni, datorită apropierii lor mai mult față de ei decât față de adevăratul Tată Ceresc, Agwaza (Jju: Ka̠za; Hyam: Nom). Abwoi ofereau hrană oamenilor și aveau puterea de a-i avertiza în momente grele, mai ales în perioade de criză; de asemenea, dețineau puteri supranaturale pentru a vindeca bolnavii, în special pe copiii care erau aduși la ei și pentru a le face pe femeile sterile să dea naștere, erau, prin urmare, priviți ca fiind „atotputernici”.
Abwoi a legiferat prin instituirea unor legi și ordine restrictive și a impus comunității implementarea și respectarea lor cu strictețe.
În general, festivalul A̠bwoi al noului an agricol (T. Sonɡ A̠bwoi; J. Song A̠bvwoi) se desfășura la începutul fiecărui sezon ploios, la sfârșitul lunii aprilie. Era o perioadă în care toți A̠bwoi erau escortați către destinații necunoscute, unde activitățile agricole începeau imediat. În acest timp, nu se auzea niciun sunet al strigătului A̠bwoi. Totuși, dacă se întâmpla să se audă un astfel de sunet, ar fi fost privit ca un semn de rău augur, cum ar fi cazuri rampante de vrăjitorie, un focar de variolă sau alte epidemii, dezastre naturale precum secetă, inundații, invazia lăcustelor și alte asemenea catastrofe. Dacă se auzea un astfel de strigăt A̠bwoi, A̠gwam A̠bwoi (H. Maɡajin Dodo) îi conducea pe alți bătrâni în altarul A̠bwoi, unde spiritele A̠bwoi erau chemate să spună oamenilor de ce au plâns. După aceea, oamenii erau avertizați să renunțe la apucăturile lor rele dacă aceasta se dovedeau a fi cauza.